# Craugastor loki
Espèce
Synonymes
- Eleutherodactylus loki Shannon & Werler, 1955
- Eleutherodactylus sanmartinensis 
Shannon & Werler, 1955

Statut de conservation UICN

 LC  : Préoccupation mineure
Craugastor loki est une espèce d'amphibiens de la famille des Craugastoridae.

## Répartition
Cette espèce se rencontre de 10 à 2 100 m d'altitude au Mexique dans les États de San Luis Potosí, de Veracruz, d'Oaxaca, du Tabasco et du Chiapas, au Guatemala, au Belize, au Salvador et dans le nord-ouest du Honduras.

## Étymologie
Cette espèce est nommée en référence au dieu Loki.

## Publication originale
- Shannon & Werler, 1955 : Notes on amphibians of the Los Tuxtlas. Range of Veracruz Mexico. Transactions of the Kansas Academy of Science, vol. 58, p. 360-386.